# Rio Vishera

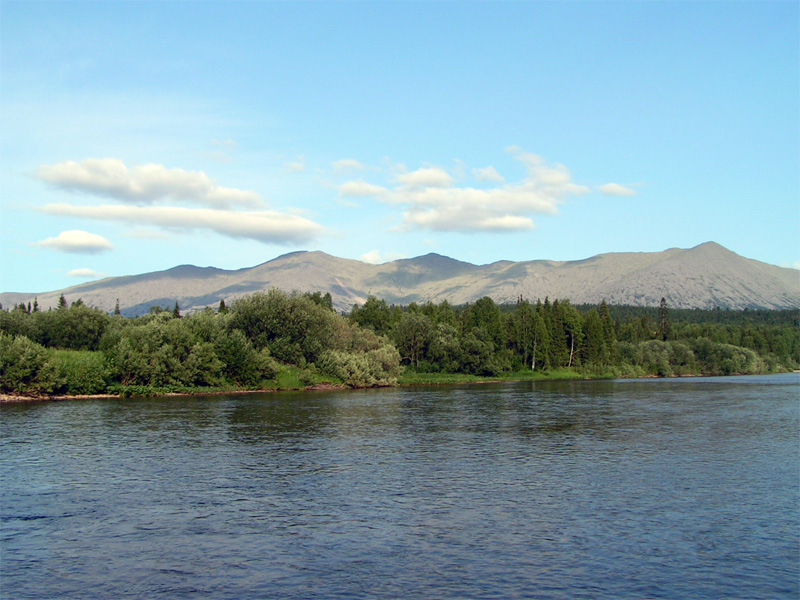
O rio Vishera visto da margem direita, a dois quilômetros abaixo da foz do rio Lypya.

O Vishera  (em russo:  Вишера) é um rio do Krai de Perm, na Rússia, afluente da margem esquerda do rio Kama. Tem 415 quilômetros de comprimento, e a área de sua bacia é de 31.200 quilômetros quadrados. Seu principais afluentes são o Yazva e o Kolva. A superfície do rio congela no final de outubro e permanece sob o gelo até o final de abril. Existem depósitos de diamante em sua bacia. 

{